# Catherine de Bourbon (v. 1440-1469)
Pour les articles homonymes, voir Catherine de Bourbon.
Catherine de Bourbon, née vers 1440 à Liège, morte à Nimègue le 22 mai 1469, est la fille de Charles Ier, duc de Bourbon, et d'Agnès de Bourgogne.
Avant et après son accession au trône, Catherine est à plusieurs reprises proposée comme épouse à Édouard IV d'Angleterre . Les négociations de mariage n'aboutissent à rien et Edouard provoque la stupeur de son propre peuple et des cours d'Europe en épousant par amour Elizabeth Woodville, la fille d'un obscur chevalier.
Elle épouse le 28 décembre 1463 à Bruges Adolphe d'Egmont (1438 † 1477), duc de Gueldre, et eut :
- Charles (1467 † 1538), duc de Gueldre
- Philippe de Gueldre (1467 † 1547), mariée en 1485 à René II (1451 † 1508), duc de Lorraine.

Catherine meurt en 1469 et est inhumée dans l'église Saint-Stéphane de Nimègue.